# Powiat Teschen
Powiat Teschen (niem. Landkreis Teschen, pol. powiat cieszyński; do 29 grudnia 1939 Powiat Teschen-Freistadt, niem. Landkreis Teschen-Freistadt, pol. powiat cieszyńsko-frysztacki) – były powiat niemiecki, istniejący w latach 1939–1945. Powstał w efekcie włączenia we wrześniu 1939 Śląska Cieszyńskiego do III Rzeszy. W dokumentach bywał również określany jako Olsaland lub Olsa-Gebiet, jego powierzchnia wynosiła 1462 km², był to drugi pod względem wielkości powiat na terenie Rzeszy.
Siedzibą landratu było miasto Cieszyn (Teschen), zaś jego przewodniczącym w latach 1940–1945 był dr Udo Krüger.
18 stycznia 1941 rozwiązano prowincję Śląsk, wskutek czego powiat Teschen wszedł w skład nowej prowincji Górny Śląsk (Provinz Oberschlesien), utworzonej z rejencji katowickiej i opolskiej.

## Historia
Pierwszy oddział niemiecki wkroczył do Cieszyna 1 września o godz. 16, następnego dnia osiągając linię Wisły. Kwestia przesunięcia granicy III Rzeszy pozostawała przez cały wrzesień w zasadzie jeszcze otwarta. Ostateczna decyzja o włączeniu powiatów Cieszyn-Frysztat i Bielsko-Biała pod zarząd w Katowicach zapadła 6 października. Władze niemieckie połączyły przedwojenne powiaty cieszyński i frysztacki w jeden o nazwie Teschen-Freistadt. 29 grudnia zmieniono nazwę powiatu na Teschen.
W listopadzie oddano Słowacji część zajętych przez Polskę gmin w październiku 1938
W policyjnym spisie ludności (tzw. palcówka, niem. Fingerabdruck) przeprowadzonym w dniach 11 do 23 grudnia 1939 r. 126 593 (44%) mieszkańców powiatu zadeklarowało narodowość śląska (z czego na terenie powiatu cieszyńskiego bez tzw. Zaolzia 72,3%, a na Zaolziu 36,6%), 66 788 (23%) zadeklarowało narodowość polską (po dawnej polskiej stronie Olzy 22,7% a na Zaolziu 24,1%), niemiecką 41 522, zaś czeską 46 567 (z czego na Zaolziu 44 597, 20,9%), a żydowską 1 928, jednak w późniejszym okresie, wskutek podpisywania Niemieckiej Listy Narodowej liczba Niemców znacząco się zwiększyła. W 1943 poszczególne kategorie Volkslisty liczyła 3 tysiące folksdojczów (DVL I), 22 tysiące osób pochodzenia niemieckiego (DVL II), 180 tysięcy trójkarzy i 300 osób IV kategorii. Liczba osadników niemieckich wyniosła z kolei 2091, dużo mniej niż w pobliskim powiecie bielskim (gdzie wyniosła ona 13 572).

## Podział na gminy
Stopniowo od 30 stycznia 1940 najważniejszym gminom nadawano uprawnienia samorządowe według prawa niemieckiego z 1933 Deutsche Gemeindeordnung (DGO). Do końca wojny otrzymały je:
1. Dombrau,
2. Freistadt (w 1944 połączenie z Karwin),
3. Jablunkau (1 kwietnia 1941 do miasta włączono gminę Nawsi),
4. Karwin (w 1944 połączenie z Freistadt),
5. Lazy: przewidziana zmiana nazwy na Heinrichshalden[7],
6. Neu Oderberg: Oderberg[8],
7. Orlau,
8. Peterswald,
9. Poremba: Grabenau,
10. Reichwaldau,
11. Skotschau,
12. Steinau: Olsasteinau,
13. Suchau (z połączenia w 1941 trzech gmin: Mittel Suchau, Nieder Suchau, Ober Suchau),
14. Teschen (do miasta włączono gminę Sibica),
15. Trzynietz: Olsahütte,
16. Ustron (w 1941 włączono gminę Hermanitz),
17. Weichsel: Hohenweichsel;

Pozostałe miejscowości podzielono administracyjne na tzw. okręgi urzędowe (Amtsbezirk). 1 stycznia 1945 powiat obejmował 131 gminy. W okresie 1939–1945 była proponowana germanizacja niektórych słowiańsko-brzmiących niemieckich nazw geograficznych na terenie Śląska Cieszyńskiego:
1. Bistritz  (2 gminy)
- - Bistritz,
  - Nidek: Niedeck,

2. Bludowitz (7 gmin)
- - Nieder Bludowitz: Blaudental,
  - Nieder Dattin,
  - Ober Bludowitz: Blaude,
  - Schumbarg: Schlesischschönberg,
  - Schöbischowitz: Schöbischau,
  - Schönhof,
  - Zermanitz: Zermadorf,
  - Zywotitz: Seibotendorf,

3. Deutschleuthen (5 gmin)
- - Deutschleuthen
  - Dittmannsdorf,
  - Ober Leuthen: Oberleuthen
  - Wilmersdorf
  - Zawada: Mautendorf.

4. Freistadt-Land (6 gmin)
- - Bad Darkau (w 1944 włączone do miasta Karwin),
  - Katschitz: Katschütz,
  - Lonkau: Olsawiesen,
  - Nieder Marklowitz: Niedermarkelsdorf,
  - Ober Marklowitz: Obermarkelsdorf,
  - Petrowitz: Weichselpetersdorf,
  - Piersna: Pürschau,
  - Roy (w 1944 włączone do miasta Karwin),
  - Altstadt (w 1944 włączone do miasta Karwin),

5. Golleschau (6 gmin)
- - Zeislowitz: Zeiseldorf,
  - Godischau,
  - Golleschau,
  - Kisielau: Kieselau,
  - Nieder Kosakowitz: Kosfeld,
  - Ober Kosakowitz: Kosdorf,

6. Groß Gurek (4 gminy)
- - Brenna,
  - Klein Gurek: Brenntal,
  - Groß Gurek: Brennhübel,
  - Lipowetz: Weichsellindenau,

7. Hnojnik (14 gmin)
- - Dobratitz: Dobersbach,
  - Hnojnik: Steinendorf,
  - Kameral-Ellgoth: Freisteinau,
  - Nieder Domaslowitz: Niederthomasdorf,
  - Ober Domaslowitz: Oberthomasdorf,
  - Rzeka: Reckenhöhe,
  - Smilowitz: Schmeilstal,
  - Nieder Toschonowitz: Taschental,
  - Ober Toschonowitz: Taschenhübel,
  - Trzanowitz: Trannau,
  - Tritiesch: Hohenrohrau,
  - Wielopole: Breitfeld,
  - Wojkowitz: Wolkerstal,
  - Ober Zukau: Oberzuckau,

8. Istebna (4 gminy)
- - Istebna: Bergstuben,
  - Hertschawa: Herrnwald,
  - Jaworzinka: Urlsberg,
  - Koniakau: Bergkleedorf,

9. Jablunkau-Land (9 gmin)
- - Bozonowitz,
  - Bukowetz: Buchengrund (Beskiden),
  - Grudek: Olsaburg,
  - Kosarzisk: Kossern,
  - Nieder Lomna: Lomnatal,
  - Ober Lomna: Lomna,
  - Millikau: Milkenbach,
  - Mosty b. Jablunkau: Jablunkapaß,
  - Piosek: Sandgrund,

10. Neu Oderberg-Land (5 gmin)
- - Oderberg: Altoderberg,
  - Pudlau,
  - Skrzeczon: Kretschen,
  - Wirbitz,
  - Zablatsch: Moosfeld,

11. Seibersdorf (4 gminy)
- - Klein Kuntschitz: Teichkunzendorf,
  - Groß Kuntschitz: Bachkunzendorf,
  - Pruchna: Pruchenau,
  - Seibersdorf

12. Skotschau-Land (16 gmin)
- - Bladnitz
  - Baumgarten: Teichbaumgarten,
  - Harbutowitz: Herborsddorf,
  - Iskrzicin: Kieselberg,
  - Kittschitz: Kittenau,
  - Kostkowitz: Kostenteichen,
  - Kowali: Teichschmieden,
  - Lonczka: Wiesenhang,
  - Miendziswiec: Mittenhof,
  - Nierodzim: Weichselrode,
  - Ochab: Ochau (Weichsel),
  - Perstetz,
  - Pogorsch: Weichselbrandau,
  - Simoradz: Simmerau,
  - Willamowitz: Wenigenwilhelmsdorf,
  - Wislitz: Weichselberg,

13. Teschen-Land (16 gmin)
- - Bazanowitz: Baschenau,
  - Brzezowka: Birkhübel,
  - Dzingelau: Zingelau,
  - Gumna: Tennberg,
  - Haslach: Schlesischhaslach,
  - Kotzobendz: Kottenbusch,
  - Krasna: Schönhuben,
  - Mönnichhof,
  - Mosty b. Teschen,
  - Ogrodzon: Rodendorf,
  - Pastwisk: Olsaweide,
  - Pogwisdau: Windhübel,,
  - Punzau,
  - Roppitz,
  - Zamarsk: Zammer,
  - Nieder Zukau: Niederzuckau,

14. Tierlitzko (6 gmin).
- - Nieder Tierlitzko: Niederzierlau,
  - Ober Tierlitzko: Oberzierlau,
  - Grodischt: Grödenberg,
  - Mistrzowitz: Meistern,
  - Albersdorf,
  - Stanislowitz: Stenzelsdorf (Beskiden),

15. Trzynietz-Land (11 gmin)
- - Gutty: Talhütten (Beskiden),
  - Karpentna: Kerpersdorf,
  - Kojkowitz: Georgsberg,
  - Konskau,
  - Lischbitz: Fuchsgrund,
  - Nieder Lischna: Niederlischna,
  - Ober Lischna: Oberlischna,
  - Niebory: Nieberntal,
  - Oldrzychowitz: Ulrichsdorf (Beskiden),
  - Tyra: Türau,
  - Wendrin: Wendrain;